# Šepot z lesa
Šepot z lesa je knižní mystery thriller z roku 2022 od české autorky Kateřiny Surmanové. Podtitul „Mezi stromy číhá zlo“ odkazuje na místo, kde se děj odehrává, tedy v podhůří Orlických hor a jejich rozlehlých lesích. 
Styl, kterým autorka píše, se výrazně odlišuje od jiných českých děl hlavně svou obrazností a využitím uměleckého popisu. Jazyk knihy užívá mnoho běžných i neobyčejných přirovnání, metafor a jiných prvků využívaných jinak převážně v poezii. S více než deseti tisíci prodanými výtisky se kniha stala bestsellerem na poličkách českých knihkupectví.

## Děj
Novinář Petr Valeš se po několika letech strávených v Praze vrací do své rodné vesnice v Orlických horách. Těší se na klid, který mu má život na malé vesničce v přírodě přinést. Se známými místy se vrací ale i vzpomínky, vzpomínky na dětství; na kamarádku Helenu, která je už maminkou, na paní Urbánkovou, starostlivou sousedku, ale i na kamaráda Vojtu, který zmizel, když byl Petr malý. Jako správný investigativec se rozhodne případ blíže prozkoumat, zjistit, co se skutečně stalo. Začne však odkrývat mnohem větší záhadu než by sám čekal. Vojta není jediné dítě, které se v okolí ztratilo za podivných okolností. Postupně se Petr seznamuje a potkává s dalšími a dalšími lidmi, kteří o zmizeních vědí, začne zjišťovat informace přímo od policisty, který měl Vojtův případ na starosti, ale i od místního občana, který ve vesnici žije už dost dlouho na to, aby měl spousty informací o záhadě, kterou je Lhota Třebovice opletena. Pátrání zavede hlavního hrdinu o desítky let zpátky do historie k rituálům spojeným s pohanským božstvem a oběťmi, které bohům lidé v dávných dobách nosili. Nemenší tajemství skrývají i válečné řopíky, jimiž je okolí vesnice lemováno. 

## Přijetí díla
Kritikou byla kniha přijata velice dobře. Chválen byl jak umělecký popis, tak příběh a jeho katarze a atmosféra, kterou autorka buduje po celou dobu. Například David Lancz v kritice pro Lidové noviny vyzdvihuje, jak autorka zvládne čtenáře napínat do poslední stránky i přes to, že pro hororový žánr je typické, že po „odkrytí všech karet“ se napětí vytrácí. Bohdan Volejníček za jediné slabé místo knihy označil velké množství vedlejších postav a dějových odboček. Knihu popsal jako spojení hororové, tajuplné linie a psychologické linie, přičemž připomněl autorčinu inspiraci Stephem Kingem a Rayem Bradburym.